# Episodi di The Lost World (terza stagione)
La terza stagione della serie televisiva The Lost World è stata trasmessa in Canada dal 20 ottobre 2001 al 13 maggio 2002 in syndication.
In Italia la stagione è andata in onda in prima visione assoluta dal 13 maggio all'8 giugno 2011 su Rai4.
| nº | Titolo originale   | Titolo italiano            | Prima TV Canada  | Prima TV Italia |
| -- | ------------------ | -------------------------- | ---------------- | --------------- |
| 1  | Out of the Blue    | Realtà parallela           | 20 ottobre 2001  | 13 maggio 2011  |
| 2  | The Travelers      | I Viaggiatori              | 27 ottobre 2001  | 14 maggio 2011  |
| 3  | An Eye for an Eye  | Il lato oscuro di Roxton   | 3 novembre 2001  | 16 maggio 2011  |
| 4  | True Spirit        | Spirito vero               | 10 novembre 2001 | 17 maggio 2011  |
| 5  | The Knife          | Il coltello                | 17 novembre 2001 | 18 maggio 2011  |
| 6  | Fire in the Sky    | Fuoco dal cielo            | 24 novembre 2001 | 19 maggio 2011  |
| 7  | Dead Man's Hill    | La collina dell'uomo morto | 1º dicembre 2001 | 20 maggio 2011  |
| 8  | Hollow Victory     | Sottosopra                 | 8 dicembre 2001  | 21 maggio 2011  |
| 9  | A Witch's Calling  | Il richiamo delle streghe  | 12 gennaio 2002  | 23 maggio 2011  |
| 10 | Brothers in Arms   | Compagni d'armi            | 19 gennaio 2002  | 24 maggio 2011  |
| 11 | Ice Age            | L'Era Glaciale             | 26 gennaio 2002  | 25 maggio 2011  |
| 12 | The End Game       | Il gioco finale            | 2 febbraio 2002  | 26 maggio 2011  |
| 13 | Phantoms           | Fantasmi                   | 9 febbraio 2002  | 27 maggio 2011  |
| 14 | The Secret         | Il segreto                 | 16 febbraio 2002 | 30 maggio 2011  |
| 15 | Finn               | Una nuova amica            | 23 febbraio 2002 | 31 maggio 2011  |
| 16 | Suspicion          | Il sospetto                | 2 marzo 2002     | 1º giugno 2011  |
| 17 | The Imposters      | Gli Impostori              | 8 aprile 2002    | 2 giugno 2011   |
| 18 | The Elixir         | L'Elisir                   | 15 aprile 2002   | 3 giugno 2011   |
| 19 | Tapestry           | Coincidenze                | 22 aprile 2002   | 4 giugno 2011   |
| 20 | Legacy             | L'Eredità                  | 29 aprile 2002   | 6 giugno 2011   |
| 21 | Trapped            | In trappola                | 6 maggio 2002    | 7 giugno 2011   |
| 22 | Heart of the Storm | Al centro della tempesta   | 13 maggio 2002   | 8 giugno 2011   |

## Una nuova amica
- Titolo originale: Finn
- Diretto da: Geoffrey Nottage
- Scritto da: Guy Mullally

## Il sospetto
- Titolo originale: Suspicion
- Diretto da: Ian Gilmour
- Scritto da: Judith Reeves-Stevens e Garfield Reeves-Stevens

### Trama
Quando una spedizione archeologica scopre una misteriosa urna sepolcrale, una giovane archeologa collassa improvvisamente in preda alle convulsioni. Anche se si riprende in fretta, il professor Hamilton, leader della spedizione, scopre che lei ha contratto una malattia dopo aver toccato lo scheletro contenuto nell'urna. Egli ritiene che l'unica spiegazione razionale è che un demone malvagio si sia impossessato del suo corpo. Ma il giorno dopo, Roxton e Marguerite scoprono che il campo della spedizione è stato distrutto, e sono sopravvissuti solo due archeologi: Hamilton e il suo rivale, il professor Campbell. In una situazione tesa, i due uomini sostengono che l'altro è posseduto dal demonio.

## Gli Impostori
- Titolo originale: The Imposters
- Diretto da: Catherine Millar
- Scritto da: Guy Mullally

### Trama
Challenger, Roxton e Marguerite portano Finn dentro una caverna, dove un anno prima una luce accecante aprì una porta verso un'altra realtà. Una volta dentro, gli esploratori s'imbattono nell'apparizione inquietante di un uomo che Finn riconosce e di cui ha paura. Ma quando Finn esce dalla grotta, le tre figure che la seguono non sono più i suoi amici, bensì tre demoni che hanno preso il loro posto: Kayle, Una e Rixxel. Se i demoni riescono a rimanere sull'altopiano per due giorni, avranno sostituito definitivamente gli esploratori e Kayle sarà libero di portare caos e distruzione nel mondo. Nella resa dei conti finale mortale tra Finn e i demoni, Finn deve prendere la decisione della sua vita, salvare il futuro del mondo o salvare i suoi amici? Fino a quando una cosa inaspettata cambia ogni cosa. Infatti Rixxel, per amore di Finn,si sacrifica per salvarla e, lei vede il suo amato morire, ma al suo posto ricompare Roxton e Finn capisce che può salvare i suoi amici semplicemente uccidendo i demoni. Infatti sparando ad Una riesce a far tornare Marguerite, ma purtroppo non riesce ad uccidere Kayle che torna nel regno degli inferi attraverso la caverna e al suo posto ricompare Challenger. Finn non è riuscita ad uccidere Kayle ma se tentasse di tornare lei e i suoi amici lo fermeranno e Finn in cuor suo non dimenticherà mai Rixxel l'uomo che l'ha tanto amata.

## L'Elisir
- Titolo originale: The Elixir
- Diretto da: Colin Budds
- Scritto da: Nick Jacobs e Guy Mullally

### Trama
Sperando di porre fine alla fame, Challenger fa da cavia per il suo esperimento sulla creazione di un surrogato del cibo. Ma la sua bevanda nutrizionale non è un successo per lui come lo era per i suoi topi da laboratorio, e presto diventa ossessionato senza saperne il motivo. L'ossessione lo conduce alla follia che lo pone di fronte a due opposte allucinazioni. La prima è una visione di sé stesso come era da giovane, la seconda è la sua amata moglie, Jessie, come egli la lasciò a Londra, tre anni prima. In preda all'angoscia e alla morte, Challenger viene finalmente scoperto dai suoi amici. Ma resta il dubbio se la loro limitata conoscenza medica sarà sufficiente a invertire le devastazioni del suo esperimento, senza metterlo in pericoli ancora più grandi.

## Coincidenze
- Titolo originale: Tapestry
- Diretto da: Geoffrey Nottage
- Scritto da: Judith Reeves-Stevens e Garfield Reeves-Stevens

### Trama
Challenger scopre il relitto di un aereo della prima guerra mondiale e viene catturato dal suo pilota, il tenente Drummond. Drummond è bloccato da cinque anni nell'Altopiano, il suo compito era la protezione di una cassa di lingotti di iridio rubato dalla Royal Navy. In seguito si scoprirà che, in passato, nel furto dell'iridio erano stati coinvolti anche Challenger, Marguerite e Roxton.

## L'Eredità
- Titolo originale: Legacy
- Diretto da: Michael Carson
- Scritto da: Judith Reeves-Stevens e Garfield Reeves-Stevens

### Trama
Veronica collega il ciondolo di sua madre a un monolite di pietra. Un lampo di energia misteriosa bussa nel suo inconscio, costringendola a rivivere i suoi ultimi giorni da ragazzina con i suoi genitori a lungo perduti. Quando si sveglierà, lei è sconvolta, scoprendo che i suoi nuovi ricordi non corrispondono a quello che ha sempre ricordato di quei giorni. Ora che il passato dei suoi genitori non è più ignoto, Veronica è in pace, anche se si rende conto che un mistero più grande deve essere ancora rivelato, e il ciondolo di sua madre è in qualche modo la chiave del proprio destino, destino che si avvicina rapidamente.

## In trappola
- Titolo originale: Trapped
- Diretto da: Catherine Millar
- Scritto da: Guy Mullally

### Trama
Una tranquilla giornata di esplorazione diventa mortale quando un'improvvisa esplosione intrappola Marguerite e Roxton in una caverna sotterranea. La loro unica speranza di fuga è Challenger, ma la stessa esplosione gli ha fatto perdere la memoria e non ricorda più che cosa è successo ai suoi amici. Nel frattempo, una gara di amichevole rivalità tra Veronica e Finn le conduce a una scoperta enigmatica sulla casa sull'albero, un altro ricordo d'infanzia di Veronica è letteralmente scoperto. Intanto Roxton e Marguerite, ancora intrappolati nella caverna, trovano un cadavere che ha, sulla spalla destra, lo stesso simbolo druido che ha Marguerite.

## Al centro della tempesta
- Titolo originale: Heart of the Storm
- Diretto da: Colin Budds
- Scritto da: Guy Mullally, Judith Reeves-Stevens e Garfield Reeves-Stevens

### Trama
Mentre Challenger si prepara all'ultimo tentativo per lasciare l'altopiano in mongolfiera, Veronica e Finn s'imbattono in uno strano fenomeno e vengono catapultate nel futuro post-apocalittico di New Amazonia. Poco dopo, Roxton si ritrova inseguito dai Conquistadores del XVII secolo, mentre Marguerite è catturata dai Druidi determinati a sacrificarla, al fine di scongiurare una tempesta misteriosa che si avvicina rapidamente. Challenger nel tentativo di ripristinare la corrente elettrica alla recinzione intorno alla casa sull'albero viene inghiottito da una dimensione parallela, si ritrova in un futuro molto avanzato, dove un essere che ha riconosciuto l'enorme quoziente intellettivo dello scienziato, si prepara ad asportare per collezionismo il cervello di Challenger. I diversi piani di realtà continuano a scontrarsi, e Veronica finalmente si rende conto che è arrivato il momento per lei di compiere il suo destino come protettrice dell'Altopiano e di brandire il ciondolo-Trion lasciatole da sua madre. Ma mentre si prepara a sacrificare la propria vita per salvare i suoi amici non sa se ha fatto la scelta giusta, la potenza del Trion si scatena, e non sa se riuscirà a salvare l'Altopiano, o invece lo distruggerà.